# San Lorenzo (departement van Chaco)
San Lorenzo is een departement in de Argentijnse provincie Chaco. Het departement (Spaans:  departamento) heeft een oppervlakte van 2.135 km² en telt 14.252 inwoners.

## Plaatsen in departement San Lorenzo
- Samuhú
- Villa Berthet